# Solar dos Sampaios
O Solar dos Sampaios é um prédio histórico da cidade brasileira de Palmácia, no estado do Ceará.
O solar é considerado o terceiro prédio residencial mais antigo da cidade e localiza-se à Rua Pedro Sampaio, n° 350, no Centro Histórico. Trata-se de um solar urbano que apresenta uma grande desenvoltura arquitetônica e pertence a uma das mais influentes famílias da cidade de Palmácia e de toda a Serra de Guaramiranga, a família Sampaio Andrade. Em virtude do seu mirante, é o prédio mais alto da cidade.

## História
O terreno onde se encontra o Solar pertencia a 1.° professora de Palmácia Maria Amélia Perdigão Sampaio e ao seu marido, o boticário e líder político Pedro Sampaio de Andrade Lima e foi passado a sua filha Maria Florinda Sampaio Rocha que iniciou a construção do solar em 1930 e foi concluído em 1940 para Maria Florinda Sampaio Rocha e Francisco Hildebrando Rocha, no estilo dos casarões Suíços e Holandeses,para servir-lhe de residência.
A construção do Solar dos Sampaios se iniciou no ano de 1929, sendo o Mestre Uchôa encarregado da parte da alvenaria e o Mestre Virgílio,de Guaramiranga era responsável pelos detalhamentos das portas e janelas da residência.
Em 1968, o Professor Vicente Sampaio , filho da proprietária, casou-se com Lúcia Andrade da Rocha Sampaio e anos depois passaram a residir no solar. Em 1976, a residência sofreu uma grande ampliação, sendo construído 3 andares, desses o último um mirante, contudo a estrutura original do prédio foi mantida intacta. Devido a dificuldade de mão de obra e materiais de construção adequados em Palmácia essa ampliação ainda não foi totalmente concluída.
Em 2002, após a morte do Professor Vicente Sampaio, Lúcia resolve retomar a reforma, começando pelo belo jardim frontal, que ganha um pequeno lago artificial.
Em 2010, a fachada passa por uma reforma e muda de cor, tendo também o pátio sofrido reforma. Além da construção de novos cômodos na parte posterior da construção,novamente sem alterar a estrutura original da construção.
Em 2013 cupins ameaçam o Solar, que depois de 80 anos passa por sua primeira grande reforma na parte original,sem contudo alterar sua estrutura, mantendo quase que na totalidade os mesmos materiais que foram restaurados.
O edifício de quatro pisos conserva o seu estilo original até hoje. É o único prédio cuja parte antiga continua original e intacta em Palmácia.

### Proprietários do Solar do Sampaios
| Ordem | Nome                           | Período           |
| ----- | ------------------------------ | ----------------- |
| 1°    | Maria Florinda Sampaio Rocha   | 1929 - 1975       |
| 2°    | Vicente de Paulo Sampaio Rocha | 1975 - 2002       |
| 3°    | Lúcia Andrade da Rocha Sampaio | 2002 - atualidade |

## O solar nos dias de hoje

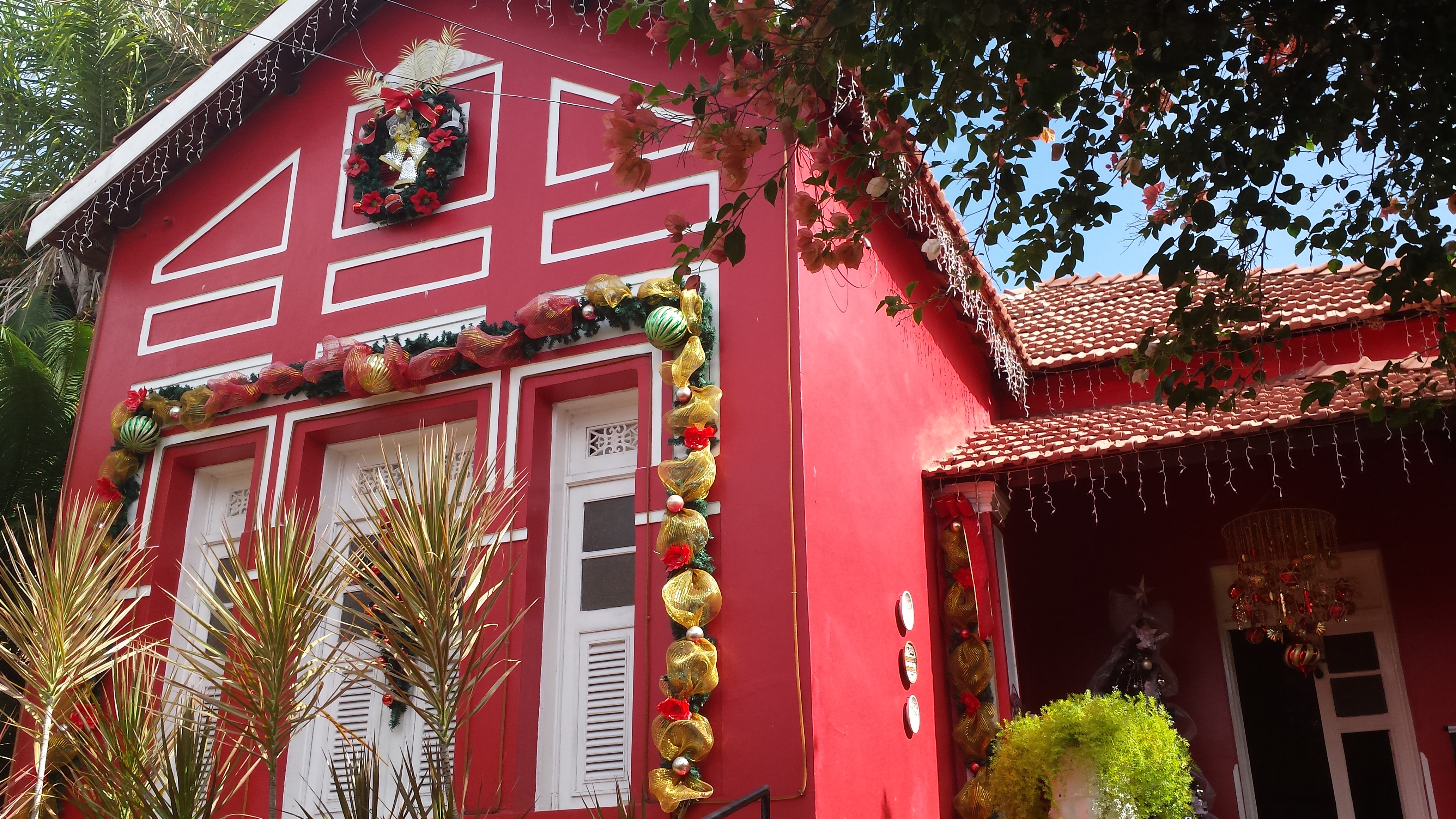
O Solar em época de natal.

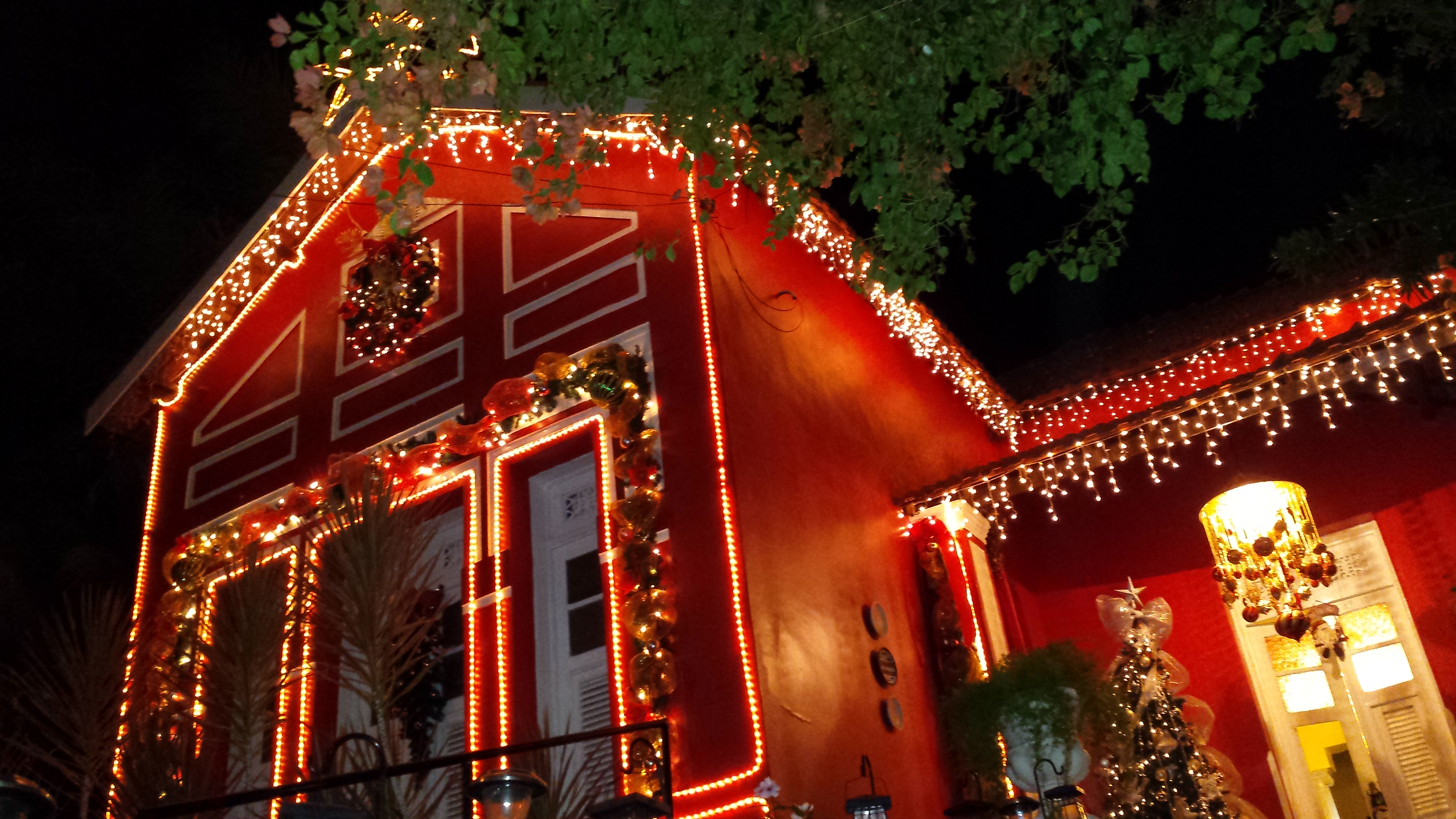
Solar dos Sampaios iluminado.

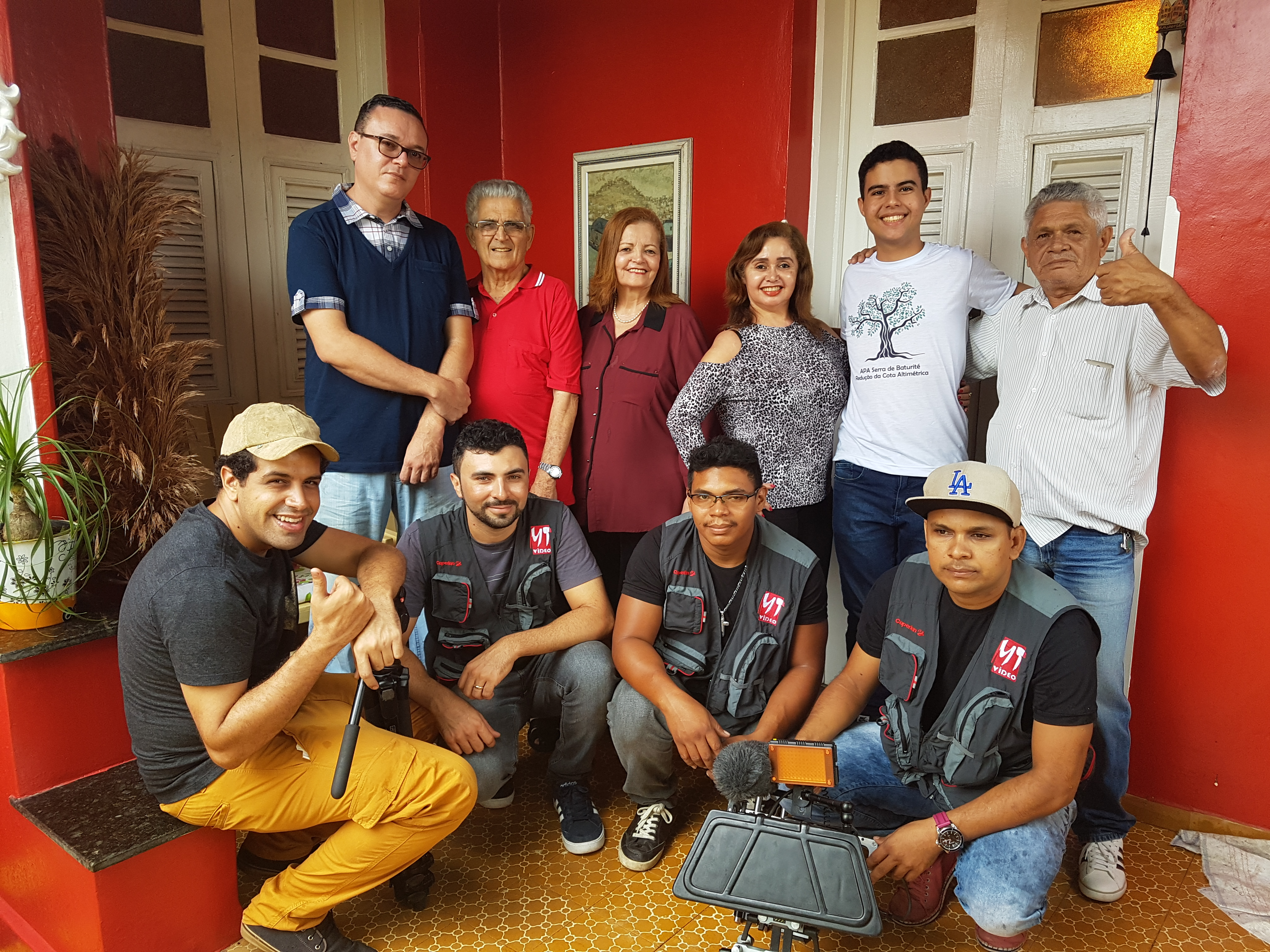
Equipe da TV Assembleia em gravação no Solar dos Sampaios.

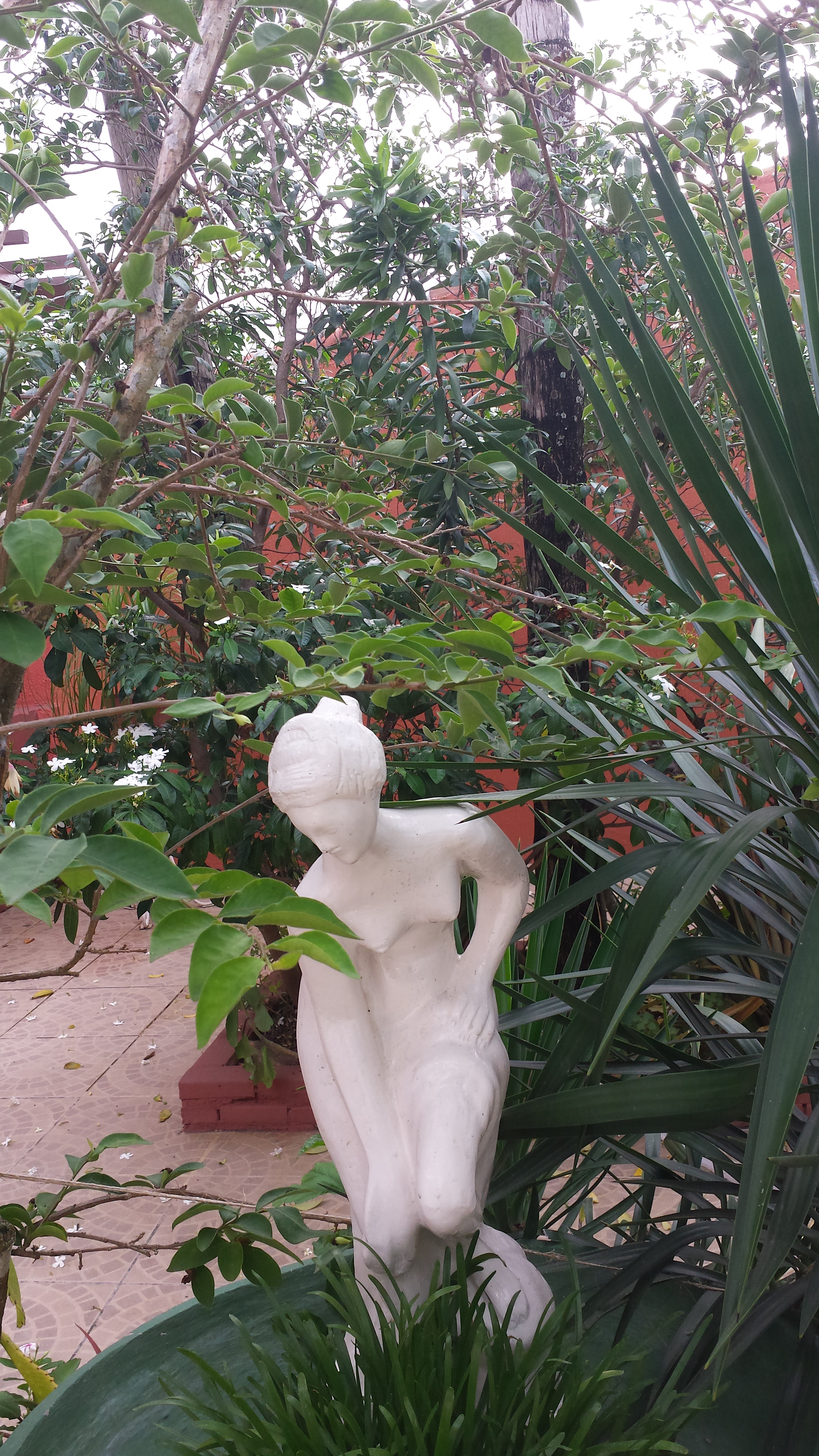
Escultura no Jardim do Solar dos Sampaios

O Solar dos Sampaio, na Rua Pedro Sampaio no Centro de Palmácia. É um dos prédios mais antigos e destacados da cidade. Sua arquitetura é inspirada na arquitetura suíça, holandesa e neoclássica. Construído por volta dos anos 1930, durante o período da Era Vargas, era a residência da primeira professora de Palmácia, Maria Amélia Perdigão Sampaio e que passou para sua filha Maria Florinda Sampaio Rocha. É o mais alto e mais imponente prédio da cidade e remete muito ao passado de uma família importante de Palmácia que guarda suas raízes. Olhar para o Solar é olhar para os primeiros anos de uma Palmácia em crescimento.
Atualmente habitado por seus herdeiros, o Solar data do início do século XX e apresenta-se com um belo jardim de flores tropicais, um pátio, um lago artificial com peixes ornamentais e um mirante onde tem-se uma vista surpreendente de toda a cidade e também das montanhas circunvizinhas como o Morro do Cruzeiro, Torre da Lua, Serra do Bacamarte, Pedra do Bacamarte, Região de Pacoti e Guaramiranga, Serra do Lajedo e Serra do Gigante. A propriedade possui ainda um extenso pomar e uma área preservada de mata atlântica com aproximadamente 2 hectares, sendo essa uma das poucas áreas de preservação dentro da zona urbana do município, a família Sampaio Andrade afirmou que esta área de preservação não será desmatada jamais. Também é considerado o prédio mais alto da cidade devido seu mirante.
O Solar do Sampaios já foi palco de diversos documentários, curta-metragens, clipes e reportagens para diversas emissoras de televisão como a TV Unifor e TV Assembleia.
Em 6 de julho de 2013, a TV Unifor fez uma reportagem especial sobre a cidade de Palmácia e sobre o Solar dos Sampaios onde os moradores Lúcia, Mateus e Fernão falaram da história, arquitetura e características do Solar e da história de sua família de antepassados como Vicente Sampaio, Maria Amélia e Maria Florinda. Além de Fernão ter preparado uma receita da família Sampaio Andrade que é o Consumê ou sopa de Jerimum.

### O Solar no Natal
No período do Natal o Solar se enche de luzes e enfeites natalinos. Na noite do dia 24, a família Sampaio Andrade realiza o tradicional Natal do Solar.